# Ziklokross Igorre
De Ziklokross Igorre is een veldrijwedstrijd die jaarlijks wordt georganiseerd in de Spaanse gemeente Igorre.
De wedstrijd behoorde van 1993/1994-1995/1996, in 2001/2002 en van 2005/2006-2011/2012 tot de Wereldbeker

## Erelijst
N.B. Jaren gemarkeerd met * behoorde tot de Wereldbeker veldrijden
| Jaar  | Winnaar              | Tweede                     | Derde                   |
| ----- | -------------------- | -------------------------- | ----------------------- |
| 2011* | Kevin Pauwels        | Sven Nys                   | Tom Meeusen             |
| 2010* | Niels Albert         | Francis Mourey             | Sven Nys                |
| 2009* | Zdeněk Štybar        | Niels Albert               | Sven Nys                |
| 2008* | Sven Nys             | Klaas Vantornout           | Erwin Vervecken         |
| 2007* | Sven Nys             | Bart Wellens               | Klaas Vantornout        |
| 2006* | Sven Nys             | Bart Wellens               | Klaas Vantornout        |
| 2005  | Bart Wellens         | Petr Dlask                 | Enrico Franzoi          |
| 2004  | Arnaud Labbe         | David Seco                 | František Klouček       |
| 2003  | Jiří Pospíšil        | David Seco                 | John Gadret             |
| 2002  | Mario De Clercq      | David Seco                 | Jiří Pospíšil           |
| 2001* | Sven Nys             | Bart Wellens               | Erwin Vervecken         |
| 2000  | Daniele Pontoni      | Beat Wabel                 | Jiří Pospíšil           |
| 1999  | Beat Wabel           | David Seco                 | Václav Ježek            |
| 1998  | Daniele Pontoni      | Jiří Pospíšil              | Petr Dlask              |
| 1997  | Jiří Pospíšil        | Ondřej Lukeš               | Kamil Ausbuher          |
| 1996  | Daniele Pontoni      | Ondřej Lukeš               | Jiří Pospíšil           |
| 1995* | Daniele Pontoni      | Luca Bramati               | Jiří Pospíšil           |
| 1994* | Daniele Pontoni      | Jérôme Chiotti             | Paul Herygers           |
| 1993* | Paul Herygers        | Danny De Bie               | Adrie van der Poel      |
| 1992  | Daniele Pontoni      | Karel Camrda               | Peter Van Den Abeele    |
| 1991  | Radovan Fořt         | Karel Camrda               | Huub Kools              |
| 1990  | Stanilav Bambula     | Laurent Dufaux             | Pascal Richard          |
| 1989  | Petr Hric            | Pascal Richard             | Eric Chanton            |
| 1988  | Albert Zweifel       | Laurent Dufaux             | Adrie van der Poel      |
| 1987  | José Maria Yurrebaso | Francisco Sala Oliveras    | Christian Hautekeete    |
| 1986  | Albert Zweifel       | Pascal Richard             | Paul De Brauwer         |
| 1985  | Albert Zweifel       | Marcel Russenberger        | José Maria Yurrebaso    |
| 1984  | Mathieu Hermans      | Paul De Brauwer            | Francisco Sala Oliveras |
| 1983  | José Maria Yurrebaso | Frank Ommer                | Iñaki Mayora Oria       |
| 1982  | Gilles Blaser        | Benito Duran               | José Maria Yurrebaso    |
| 1981  | Kaus-Peter Thaler    | Iñaki Mayora Oria          | Francisco Sala Oliveras |
| 1980  | Iñaki Mayora Oria    | José Iñaki Vijandi Alvarez | José Maria Yurrebaso    |
| 1979  | Reimund Dietzen      | José Maria Yurrebaso       | Peter Haegi             |
| 1978  | Peter Haegi          | Alfons Van Parijs          | Martin De Cock          |
| 1977  | José Maria Yurrebaso | Iñaki Mayora Oria          | Ramón Medina            |